# Jesus har jag funnit
Jesus har jag funnit är en sång från 1913 med text och musik av Otto Lundahl.

## Publicerad i
- Frälsningsarméns sångbok 1968 som nr 311 under rubriken "Jubel och tacksägelse ".
- Frälsningsarméns sångbok 1990 som nr 569 under rubriken "Erfarenhet och vittnesbörd".